# Michael Gebel
Michael Gebel (* 1979) ist ein deutscher Soziologe und Professor für Soziologie, insbesondere Methoden der empirischen Sozialforschung an der Universität Bamberg.

## Biographie
Michael Gebel studierte Volkswirtschaftslehre und Sozialwissenschaften an der Universität Mannheim, die er jeweils 2005 und 2006 mit Diplom abschloss. Zudem absolvierte er ein Postgraduierten-Masterprogramm in der Volkswirtschaftslehre an der UCL Louvain-la-Neuve. Daraufhin arbeitete er als wissenschaftlicher Mitarbeiter von 2006 bis 2010 am Mannheimer Zentrum für Europäische Sozialforschung (MZES), sowie von 2006 bis 2011 am Lehrstuhl für Soziologie, Gesellschaftsvergleich an der Universität Mannheim. Nachdem er 2010 den Doktorgrad in Soziologie erworben hatte, wurde er 2011 zum Juniorprofessor für Arbeitsmarktsoziologie an der Universität Mannheim und 2014 zum Professor für Methoden der empirischen Sozialforschung an der Universität Oldenburg ernannt.
Seit 2014 ist er Professor für Soziologie, insbesondere Methoden der empirischen Sozialforschung an der Universität Bamberg. Er übernahm 2015 die Ko-Leitung der Säule 5 „Bildungsrenditen im Lebensverlauf“ des Nationalen Bildungspanels (NEPS) und gehörte 2018 zu den „Young Elite – Top 40 under 40“ in der Kategorie Gesellschaft und Wissenschaft der Wirtschaftszeitung Capital. Für den Zeitraum 2018 bis 2023 erhielt er einen Starting Grant des European Research Councils (ERC). Seit dem Jahr 2020 ist er Vertrauensdozent der Studienstiftung des deutschen Volkes an der Universität Bamberg. Michael Gebel ist seit 2021 Vorstandsmitglied und Schatzmeister des European Consortium for Sociological Research. Zudem ist er seit 2022 Mitherausgeber der SSCI-gelisteten Zeitschrift European Sociological Review.

## Forschungsschwerpunkte
Zu seinen Forschungsschwerpunkten zählen unter anderem:
- International vergleichende Lebensverlaufsforschung, insb. Übergang in das Erwachsenenalter
- Arbeitslosigkeit und atypische Beschäftigung
- Bildungsrenditen
- Effekte von Bildung und Arbeit auf das subjektive Wohlbefinden und Gesundheit

## Forschungsprojekte
- European Research Council (ERC): The socio-economic consequences of temporary employment: A comparative panel data analysis (SECCOPA)
- EU-Horizon2020: Social Exclusion of Youth in Europe: Cumulative Disadvantage, Coping Strategies, Effective Policies and Transfer (EXCEPT)
- VolkswagenStiftung: Opportunities and Barriers at the Transition from Education to Work. A Comparative Youth Study in Azerbaijan, Georgia, and Tajikistan (TEW-CCA)

## Publikationen
- M. Unt, M. Gebel, S. Bertolini, V. Deliyanni-Kouimtzi, D. Hofäcker: Social exclusion of youth in Europe. The multifaceted consequences of labour market insecurity. The Policy Press, Bristol 2021.
- J. Voßemer, M. Gebel, K. Täht, M. Unt, B. Högberg, M. Strandh: The effects of unemployment and insecure jobs on well-being and health: the moderating role of labor market policies. In: Social Indicators Research. Band 138, Nr. 3, 2018, S. 1229–1257.
- M. Gebel, J. Giesecke: Does deregulation help? The impact of employment protection reforms on youths’ unemployment and temporary employment risks in Europe. In: European Sociological Review. Band 32, Nr. 4, 2016, S. 486–500.
- M. Gebel, J. Voßemer: The impact of employment transitions on health in Germany. A difference-indifferences propensity score matching approach. In: Social Science & Medicine. Band 108, 2014, S. 128–136.
- M. Gebel, S. Heyne: Transitions to adulthood in the Middle East and North Africa. Young women’s rising. Palgrave MacMillan, Basingstoke 2014.
- I. Kogan, C. Noelke, M. Gebel (Hrsg.): Making the transition. Education and labor market entry in Central and Eastern Europe. Stanford University Press, Stanford 2011.
- I. Kogan, M. Gebel, C. Noelke (Hrsg.): Europe enlarged: a handbook of education, labour and welfare regimes in Central and Eastern Europe. The Policy Press, Bristol 2008.